# Luigi Meta

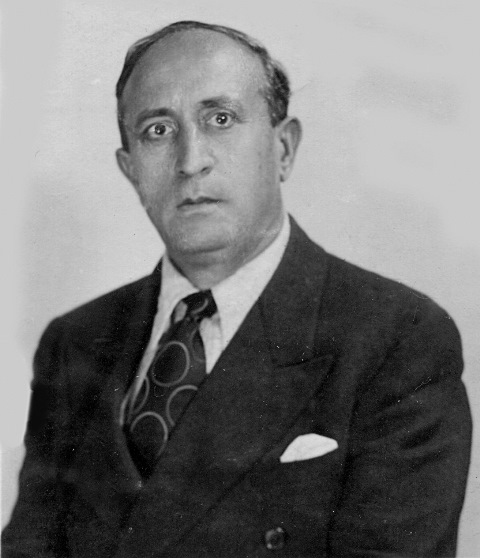
Luigi Meta

Luigi Meta (Pratola Peligna, 23 luglio 1883 – Boston, 22 gennaio 1943) è stato un politico italiano, calzolaio, commerciante di tessuti, poi commerciante di vini e liquori, è stato uno dei dirigenti politici più importanti a cui il Comune di Pratola Peligna ha dato i natali. È stato socialista, poi dirigente anarchico e dirigente antifascista..

## Radici, prima emigrazione negli USA, grande guerra
Luigi Meta appartenne a famiglia di socialisti e fu per necessità un autodidatta. Iniziò presto a lavorare come calzolaio e venditore di calzature, e, ancora molto giovane, si avvicinò alla cultura e alle organizzazioni del movimento operaio.
Entrò nella sezione di Pratola Peligna del Partito Socialista Italiano, fondata nel 1901 dal medico Giuseppe Ortensi. Tra i militanti della sezione pratolana vi era anche il fratello maggiore di Luigi Meta, Francesco, corrispondente del periodico «Il Germe», sulle cui colonne si occupò soprattutto di questioni di politica amministrativa.
Nel 1902, il calzolaio diciottenne Luigi Meta fu eletto segretario della Lega di Resistenza degli artigiani di Pratola Peligna. Le Leghe di Resistenza erano organizzazioni di classe composte generalmente da lavoratori della stessa categoria con lo scopo di rivendicare e difendere gli interessi immediati (salari, orari di lavoro, riconoscimento delle rappresentanze, etc.) e di praticare e sviluppare esperienze di vita democratica e di solidarietà.
Luigi Meta emigrò negli Stati Uniti d'America nel corso del 1903. Si avvicinò alle organizzazioni degli anarchici italiani attive negli USA. Anche il fratello Francesco emigrò negli USA (probabilmente nel 1905). I due si stabilirono a Steubenville, nell'Ohio, dove Luigi fu redattore de «Il Telegrafo Marconi», un settimanale locale.
Luigi Meta rientrò in Italia è partecipò alla prima guerra mondiale come autista di mezzi pesanti.
Nel conflitto perse la vita il fratello minore Antonio, l’unico a cui era stato concesso di continuare gli studi.

## Il dopoguerra, l'opposizione al fascismo
Tornato a Pratola Peligna, Luigi Meta lavorò alternativamente come commerciante di tessuti, come titolare di una distilleria, come venditore all'ingrosso e al minuto di vino e liquori. Nell'aprile del 1919 fu segnalato dai carabinieri come «il più facinoroso e intransigente dei socialisti» di Pratola Peligna. Pochi mesi prima, il suo nome figurava anche in una lista redatta dalla Prefettura dell’Aquila che indicava gli individui a cui era stato recapitato il numero unico «Guerra e Pace»: il numero unico annunciava la regolare ripresa delle pubblicazioni dell’importante periodico anarchico anconetano «Volontà» sotto la direzione di Luigi Fabbri.
Negli anni 1919-1922 Luigi Meta partecipò attivamente alle lotte che contraddistinsero quella stagione, ovvero le lotte: contro il caroviveri; per il pacifismo e contro il nazionalismo bellicista e militarista; per le libertà e i diritti sindacali; contro gli eccidi proletari; per l’emancipazione materiale delle classi lavoratrici.
Fu fondatore e dirigente della Sezione di Pratola Peligna della Lega Proletaria, organizzazione di orientamento socialcomunista e terzinternazionalista sorta tra mutilati, invalidi, reduci, orfani e vedove di guerra.
Fino a tutto il 1920 Meta operò anche in vista della costituzione dei locali gruppi del Fronte Unico Rivoluzionario (FUR), come deliberato nel congresso di Bologna dell'Unione Anarchica Italiana (UAI). Sul finire dell'anno contribuì alla costituzione del gruppo anarchico di Pratola Peligna, aderente alla Federazione Anarchica Abruzzese.
Nel corso del 1921-22, chiusasi la stagione rivoluzionaria italiana e apertasi la fase della «controrivoluzione preventiva» (la definizione della fase storica è di Luigi Fabbri), Luigi Meta si distinse: nelle iniziative di solidarietà ai prigionieri politici, alle vittime della reazione e alle vittime del terrorismo squadristico fascista; nella campagna per la liberazione di Sacco e Vanzetti; nella costituzione dei locali gruppi dell'Alleanza del Lavoro (promossa dalle organizzazioni sindacali per opporre resistenza all'offensiva fascista e padronale), nell'organizzazione dello sciopero antifascista dell’agosto 1922.
Tra il 1923 e il '24 Luigi Meta si avvicinò a «Italia Libera», il primo movimento antifascista clandestino, sorto su iniziativa degli ex-combattenti della prima guerra mondiale di ispirazione repubblicana e socialista; dopo l’assassinio di Giacomo Matteotti, il movimento «Italia Libera» si trasformò in associazione combattentistica clandestina intenzionata a delineare una vera e propria strategia offensiva contro il fascismo.
Del gruppo di «Italia Libera» di Pratola Peligna, organizzato dall'avvocato Rocco Santacroce (già responsabile regionale dei «Gruppi della Rivoluzione Liberale» di Piero Gobetti, poi militante di Giustizia e Libertà, partigiano e dirigente provinciale del Partito d'Azione), si ricorda un vittorioso conflitto a fuoco contro i fascisti nel Comune di Prezza:
«Nel luglio 1924, attorno all'Italia Libera di [Angelo] Camerini si formò il gruppo antifascista. La fondazione sella Sezione combattenti di Prezza fu l’occasione. Di tutti i partiti ci unimmo. E quella giornata restò memorabile per [Giovanni] Frattaroli, il capitano degli arditi, Presutti Davide, per gli inni di Mameli e di Garibaldi che chiusero la notturna battaglia per quelle stradelle. Poi vennero l'Avv. [Oliviero] Tedeschi, [Francesco] Pizzoferrato, [Luigi] Meta e fummo subito fraternamente uniti al di là delle ideologie, per la difesa democratica» [Rocco Santacroce, Ricordi del gruppo clandestino «Giustizia e Libertà» di Pratola, in «Il Sagittario», Sulmona, 5 agosto 1945].
Mentre il fascismo si avviava a diventare regime, a Pratola Peligna l’esperienza del gruppo «Italia Libera» aveva gettato le basi per la costituzione di un nucleo antifascista clandestino che riuscì a rimanere attivo fino al 1944. Al 1927-28, il nucleo antifascista clandestino pratolano contava già alcuni schedati, tra cui: Alfredo De Dominicis, Luigi Meta, Francesco Pizzoferrato, Rocco Santacroce, Oliviero Tedeschi, Panfilo di Cioccio.
Ha ricordato Feliciano Giardini:
«Durante l'era fascista una certa resistenza sorda viene mantenuta tra il popolo da alcuni intellettuali che, per questo, si hanno la proposta per il confino politico, poi trasformata in diffida politica ovvero sorvegliati politici da parte del ras di Pratola. Tra di essi ricordiamo l’Avv. D’Amico Attilio e Gabriele, i fratelli Tedeschi (Avv. Oliviero e Rag. Attilio), l'Avv. Santacroce Rocco, il Direttore didattico Giardini Feliciano, il Dott. Ricci Ezio e l’incomparabile Ciccio Pizzoferrato (capotreno delle ferrovie, espulso dall'impiego per le sue idee socialiste) ed il piccolo proprietario Gualtieri Raffaele, presidente della Lega contadini, nonché da militanti di partiti di sinistra; gli indimenticabili Di Loreto Giovanni (catenaccio), Lucci Ernesto, Di Cioccio Panfilo, Liberatore Edoardo e tanti altri, capitanati da Meta Luigi, anarchico professante» [F. Giardini, Pratola Peligna, Tipografia Aurora, L’Aquila 1975, p. 159].
Nel dicembre del 1928 Luigi Meta si trasferì con la famiglia a Pescara, dove esercitò la professione di commerciante all'ingrosso di vini. Incluso del «registro delle persone da arrestarsi in determinate contingenze», Luigi Meta fu sottoposto ad assidua vigilanza e subì il carcere più volte e per più giorni.
Nel 1932, in seguito ad una serie di proteste proletarie contro la disoccupazione di massa e la miseria, le autorità di pubblica sicurezza scoprirono che nella provincia di Pescara operava una cellula comunista clandestina. Le indagini coinvolsero anche Luigi Meta, Attilio Conti (già segretario della Camera del Lavoro di Castellammare Adriatico e dirigente della Federazione Anarchica Abruzzese negli anni 1920-22) e Nicola Costantini (già segretario della sezione giovanile comunista di Popoli, poi militante degli Arditi del Popolo).
Nel dicembre 1934 Luigi Meta tornò a Pratola Peligna (dove il 17 aprile dello stesso anno si era verificato un eccidio popolare ad opera dei fascisti, che da un balcone aprirono il fuoco sulla folla che protestava contro la miseria e la disoccupazione). Decise di espatriare clandestinamente in Francia. La notte dell’11 agosto 1937, con il treno per Roma e poi Torino, si allontanò da Pratola Peligna e riuscì a raggiungere clandestinamente Parigi.

## L'esilio in Francia
A Parigi, Luigi Meta fece parte dell’Associazione Ex-Combattenti Pacifisti, si avvicinò al movimento di Giustizia e Libertà, praticò la sede del «Nuovo Avanti!» diretto da Pietro Nenni e frequentò il Comitato anarchico Pro-Spagna.
Luigi Meta seguì con crescente angoscia l’epilogo della guerra civile spagnola e la fine dell'esperienza del Fronte Popolare di Léon Blum. In seguito alla svolta antipopolare e antiproletaria del governo di Édouard Daladier (si pensi, ad esempio, all'internamento degli stranieri considerati «indesiderabili» in veri e propri campi di concentramento) decise di spostarsi negli Stati Uniti d'America (vi riuscì grazie all'intervento di Alberto Cianca, anch'egli in quegli anni residente in Francia, e di Gaetano Salvemini, che negli USA aveva stretto rapporti di collaborazione e di fiducia con Tarquinio Meta, fratello di Luigi, socialista, vittima del terrorismo squadristico fascista, emigrato nel 1923).

## L'esilio negli USA, la memoria
Luigi Meta rientrò negli USA agli inizi del 1939. Si stabilì nei pressi di Boston, prima a Cambridge (108 Trowbridge Street) e poi a Belmont (85 Cross Street), ospite del fratello Tarquinio.
Luigi Meta ristabilì presto i contatti con le comunità dei lavoratori pratolani e il 4 luglio 1940 partecipò al «Terzo Picnic Interstatale dei Pratolani d’America» presso lo Schuetzen Park di Hartford (Connecticut). Queste iniziative – in seguito al mutato clima internazionale, allo scoppio della seconda guerra mondiale e all'arrivo di nuovi profughi e di nuovi esuli politici – assunsero una particolare importanza. Gli italiani presenti sul suolo americano, infatti, divennero soggetti, dal 1940, all’Alien Registration Act, che obbligava gli stranieri non naturalizzati provenienti dai paesi dell’Asse a sottoporsi alla schedatura annuale presso gli uffici postali; e la condizione di «alien enemies» (stranieri nemici) poteva comportare anche l’arresto, la reclusione e il trasferimento forzato. Occorreva perciò rafforzare ancor più i collegamenti tra le comunità degli immigrati e sviluppare tra esse iniziative di solidarietà, anche per far fronte ai pericoli e ai fenomeni dell’intolleranza politica e del razzismo che ora avrebbero potuto coinvolgere maggiormente gli italiani a causa del fascismo.
Fin dal suo arrivo negli USA, Luigi Meta stabilì anche contatti con le redazioni dei seguenti periodici: «L’Adunata dei Refrattari» (New York), «L'Azione» (Organo quindicinale della democrazia repubblicana, New York), «Il Martello» di Carlo Tresca (New York) e «Nazioni Unite» (Weekly of the “Mazzini Society”, New York); e subito iniziò a collaborare con regolarità e sistematicità con i seguenti periodici:
- «Il Risveglio. Giornale Italiano Indipendente». Il settimanale veniva pubblicato a Dunkirk (New York) sotto la direzione di Joseph B. Zavarella. La redazione aveva sede al 47 East Second Street. Di esplicita tendenza antifascista, «Il Risveglio» era voce ed espressione delle comunità degli immigrati pratolani ed era assai vicino alle organizzazioni repubblicane e socialiste italiane attive negli USA. Gli articoli di Luigi Meta furono quasi sempre pubblicati in prima pagina;
- «La Controcorrente. Organo d’agitazione e di battaglia contro il fascismo». Fondato a Boston nel 1938 da Aldino Felicani, al mensile collaborarono intellettuali, scrittori, semplici militanti come Luigi Meta, giornalisti, accademici e nomi importanti dell’antifascismo internazionale (da Gaetano Salvemini ad Angelica Balabanoff). I collaboratori de «La Controcorrente» provenivano da diverse scuole politiche, ma erano accomunati dall'idea di una necessaria unione delle forze in vista della lotta antifascista.

Sulle colonne de «Il Risveglio» e de «La Controcorrente», gli interventi di Luigi Meta affrontarono soprattutto i seguenti argomenti:
- le vicende internazionali (con lo sguardo costantemente rivolto all'andamento delle vicende belliche e ai fatti europei e italiani);
- la condizione degli esuli politici;
- le conseguenze delle politiche italiane di allineamento all'Asse e le conseguenze del Patto d'Acciaio (che sbilanciò verso la Germania il potere di iniziativa, non solo militare, e determinò una pesante riduzione dell’autonomia italiana);
- il ruolo delle forze anarchiche nella difficile situazione presente;
- la necessità dell’organizzazione tra gli esuli politici negli USA;
- la lotta alla propaganda filofascista esercitata nelle comunità dei lavoratori italiani dalla stampa italo-americana, dagli intellettuali e dalle emittenti radiofoniche al soldo del regime;
- la lotta all'ingiustizia sociale, alle manifestazioni di razzismo, allo sfruttamento del lavoro e alle restrizioni delle libertà sindacali nei paesi democratici;
- l’iniziale presa di distanza del popolo italiano dal fascismo (in seguito alle umilianti condizioni di vita e di lavoro imposte dal regime alle classi lavoratrici e in seguito all'elevato numero di soldati italiani – indegnamente trasformati dal regime in truppa razzista di occupazione coloniale – mandati a morire nei vari fronti);
- l’inizio della resistenza armata antifascista nei paesi occupati (con sabotaggi, attentati ed azioni di guerriglia partigiana contro le truppe di occupazione e contro le varie forze collaborazioniste).

Nello stesso periodo, Luigi Meta entrò a far parte della Mazzini Society (associazione politica antifascista di matrice democratico-repubblicana fondata nel 1939 da Gaetano Salvemini), e arrivò a ricoprire il ruolo di segretario politico della sezione della Mazzini Society di Boston (mantenne però tale incarico solo per un breve periodo).
Luigi Meta si spense a Boston il 22 gennaio 1943, all’età di 59 anni.
Ne diedero annuncio le redazioni de «La Controcorrente» e de «Il Risveglio», che ricordarono così la sua figura:
da «La Controcorrente»:
«La morte di Luigi Meta, avvenuta il 22 Gennaio scorso, ha lasciato un vuoto incolmabile negli ambienti antifascisti di Boston. La morte lo colse prima che egli avesse potuto vedere il suo sogno realizzato: la liberazione della sua amata Italia dal barbarismo fascista! Egli conosceva bene il fascismo! E come! Lo conosceva intimamente poiché per quindici lunghi anni egli fu perseguitato e ne subì l’ira selvaggia. Ma egli non si piegò. Il suo animo fiero e retto non poteva restare passivo davanti allo spettacolo di degenerazione morale del popolo italiano. Quelli dall’animo vile indossarono la sporca camicia nera, ma egli no! Piuttosto la morte! Egli lottò, si ribellò con tutte le sue forze fisiche, morali e finanziarie contro il mostro, ma finalmente dovette fuggire dall’Italia. E così nel 1937 andò in Francia dove senza mezzi e già cadente in salute continuò, con gli altri esuli, la lotta contro il fascismo. Nel 1939 lasciò la Francia e venne a Boston. E qui si trovò di fronte ai cosiddetti intellettuali fascisti. Facevano ribrezzo e pietà. Il vedere questi pappagalli propagare e difendere l’idea della schiavitù in questa terra libera lo addolorò. Tuttavia egli continuò la lotta e convertì tanti illusi all’antifascismo. Il suo sogno stava per realizzarsi: il fascismo era già moribondo se non già cadavere. Il giorno in cui avrebbe potuto ritornare in una libera Italia in seno alla sua famiglia non era lontano! Ma la sua malattia era incurabile e così il 22 Gennaio finì l’odissea di questo nuovo martire» [«La Controcorrente», Organo d’agitazione e di battaglia contro il fascismo, vol. IV, n. 7, Boston, Massachusetts, gennaio 1943].
da «Il Risveglio»:
«Con la morte di Luigi Meta, avvenuta la mattina di venerdì 22 Gennaio, l’antifascismo ha perso uno sei suoi più tenaci propugnatori e uno dei suoi più inflessibili combattenti. Dalla natia Pratola Peligna, prov. di Aquila, egli ereditò lo spirito combattivo dei figli del forte e gentile Abruzzo, che ha caratterizzato tutta la sua vita e le sue azioni. L’animo suo fiero ed equo si ribellò contro gli abusi e soprusi elevati a sistema di governo dal fascismo in Italia. Il fascismo era la sua antitesi e contro il fascismo lottò con accanito fervore fino a stremare le sue risorse finanziarie e le sue energie fisiche. Perché assoggettato a continue angherie e persecuzioni fu costretto nel 1937 a fuggire dall'Italia e a riparare in Francia dove continuò la sua lotta implacabile contro le dittature. Nel 1939, quando lasciò la Francia, e come rifugiato politico venne a Boston, presso il fratello Rag. Lino Meta, il fascismo era all'apice della sua apoteosi. Era perciò imprudente avversare allora l’untuosa schiera dei proseliti coloniali del fascismo, ma l’esule lo fece. Con indomito coraggio continuò la sua lotta, rianimò gli esigui antifascisti e fece nuovi seguaci alla causa dell’antifascismo. L’estinto aveva solo 59 anni. La morte lo colse prima che potesse veder realizzato l’anelato suo sogno: la liberazione dell’Italia e del popolo italiano dalla schiavitù fascista» [«Il Risveglio», Italian-American Newspaper. Giornale Italiano Indipendente, a. XXIII, n. 5, Dunkirk, N.Y., 30 gennaio 1943].
A Pratola Peligna, dopo la liberazione del Comune dall'occupazione nazifascista (giugno 1944), la locale sezione del Partito d'Azione, diretta da Rocco Santacroce, fece affiggere il seguente manifesto:
«PARTITO D'AZIONE. Sezione di Pratola Peligna. Concittadini, la morte di LUIGI META rinnova in quanti lo ebbero compagno, durante la ventennale tirannide, nella profonda fede all'ideale di Libertà per tutti e di Giustizia sociale per gli umili, il dolore che egli patì nella persecuzione. Nell'America, lontana nello spazio, ma tanto vicina alla nuova Italia rinascente, il nostro martire ha vissute le ore tristi dell’esule ramingo in terra straniera, ansioso di rivedere la famiglia e le proprie contrade riscattate dalla iniqua oppressione del privilegio. Sappiamo che quelle ore egli ebbe confortate dall'amicizia di Alberto Cianca e di Carlo Sforza, alfieri di un purissimo ideale di redenzione sociale e tenaci precursori della nuova Italia libera e repubblicana. Mentre ci inchiniamo, profondamente commossi, alla memoria di Luigi Meta, iscrivendo il suo nome fra i nostri martiri ed i caduti della lotta clandestina, e mentre porgiamo alla sua Famiglia l’attestazione della nostra solidarietà fraterna in quest’ora di lutto, ricordiamo ai Pratolani il sacrificio che il nostro compagno di fede e di speranze seppe compiere, senza mai piegare né alle minacce né alle lusinghe, sorretto nella difficile via dalla coscienza di adempiere così al suo dovere di uomo civile perché libero e generoso. Pratola Peligna, 29 ottobre 1944».
Dopo la definitiva liberazione dell'Italia dal nazifascismo, il Comune di Pratola Peligna - quando riordinò la toponomastica - intitolò a Luigi Meta, su proposta della locale sezione del Partito Comunista Italiano, una strada che, da Via Antonio Gramsci, si collega a Piazza Garibaldi attraversando il centro storico.
Il suo secondogenito, Ego Spartaco Meta, avrebbe seguito l'impegno politico intrapreso dal genitore. 

## Fonti
- Edoardo Puglielli, Luigi Meta, vita e scritti di un libertario abruzzese, Chieti, CSL Camillo di Sciullo, 2005
- E. Puglielli, Dizionario degli anarchici abruzzesi, CSL "C. Di Sciullo", Chieti, 2010
- E. Puglielli, Il movimento anarchico abruzzese 1907-1957, L'Aquila, Textus, 2010
- ACS, CPC, b. 3254, f. ad nomen
- ACS, MI, PS, P. Pol., b. 830, f. ad nomen
- ASAq Fondo Questura cat. A8, b. 168, f. 60
- Il Germe - Periodico Settimanale di Propaganda Socialista, Sulmona, 20 aprile 1902
- "Corrispondenze da Pratola Peligna per le vittime politiche", in L'Avvenire - Organo di battaglia della Federazione Provinciale Socialista Aquilana, Aquila, 27 febbraio 1921
- "Il convegno della Federazione anarchica abruzzese. Sulmona", in Umanità Nova - Quotidiano anarchico, Milano (poi Roma), 26 ottobre 1921
- Da Popoli, L'Abruzzo Rosso - Organo del Partito Comunista d'Italia, Aquila, 8 agosto 1922
- Rocco Santacroce, "Ricordi del gruppo clandestino Giustizia e Libertà di Pratola", in Il Sagittario - Voce delle correnti di sinistra, Sulmona, 5 agosto 1945

Di Luigi Meta si vedano articoli sparsi in:
- Il Risveglio - Giornale italiano indipendente, Dunkirk, N. Y., aa. 1937-1942
- La Controcorrente - Pubblicazione dedicata alla lotta contro il fascismo (dal dicembre 1939, Organo d'agitazione e di battaglia contro il fascismo), Boston, Mass., aa. 1939-1943